# Had Sahary
Had Sahary là một đô thị thuộc tỉnh Djelfa, Algérie. Dân số thời điểm năm 2002 là 22.277 người.